# Lohman
Lohman – miasto w Stanach Zjednoczonych, w stanie Missouri, w hrabstwie Cole.